# باشگاه فوتبال سون آکره و سیدکاپ
باشگاه فوتبال سون آکره و سیدکاپ (به انگلیسی: Seven Acre & Sidcup Football Club) یک باشگاه فوتبال در شهر سیدکاپ، کشور انگلستان است که در سال ۱۹۰۰ میلادی تأسیس شده‌است.